# Bollingenská cena
 Bollingenská cena za poezii je literární cena udílená americkým básníkům jako ocenění nejlepší nové sbírky poezie za poslední dva roky (původně každoročně), anebo za celoživotní dílo. Udílí ji každé dva roky Beineckeova knihovna vzácných knih a rukopisů Yaleovy unverzity.

## Počáteční kontroverze
Cenu založil v roce 1948 americký filantrop Paul Mellon a byla financována grantem deseti tisíc dolarů věnovaný Bollingenskou nadací Knihovně Kongresu. Cena i sama nadace jsou pojmenovány po švýcarské vsi Bollingenu, kde měl své venkovské sídlo Carl Jung. V prvním roce ji porota literárních poradců při Knihovně Kongresu udělila Ezru Poundovi za jeho sbírku The Pisan Cantos, později vydávanou jako součást (zpěvy LXXIV–LXXXIV) jeho Cantos.
V poválečné atmosféře tato volba mnoho Američanů pohoršila, protože Pound pro své sympatie k italskému fašismu vnímán jako zrádce národa. Politický tlak pak vedl k tomu, že Kongres účast Knihovny Kongresu v programu ukončil. Nevyužitá část grantu byla roku 1949 vrácena Bollingenské nadaci.

## Pokračování pod knihovnou Yaleovy univerzity
Bollingenská nadace se rozhodla v programu pokračovat a administrativní stránku svěřila knihovně Yaleovy univerzity. V letech 1948–1963 byla cena udílena každoročně. Od roku 1963 byla odměna spojená s cenou zvýšena na pět tisíc dolarů a cena je udílena každý druhý rok. Po rozpuštění Bollingenské nadace roku 1968 převzala financování ceny Nadace Andrew W. Mellona. Roku 1973 zřídila Mellonova nadace fond 100 tisíc USD umožňující yaleské knihovně udílení ceny natrvalo.
V roce 1961 zřídila Bollingenská nadace také cenu za překlad poezie, udílenou v letech 1961–1968, po roce 1963 rovněž každým druhým rokem. Získal ji například Robert Fitzgerald za překlad Odyssey či Walter W. Arndt za překlad Evžena Oněgina.

## Laureáti
| 2015 | Nathaniel Mackey                            |
| 2013 | Charles Wright                              |
| 2011 | Susan Howeová                               |
| 2009 | Allen Grossman                              |
| 2007 | Frank Bidart                                |
| 2005 | Jay Wright                                  |
| 2003 | Adrienne Richová                            |
| 2001 | Louise Glücková                             |
| 1999 | Robert Creeley                              |
| 1997 | Gary Snyder                                 |
| 1995 | Kenneth Koch                                |
| 1993 | Mark Strand                                 |
| 1991 | Laura Ridingová Jacksonová a Donald Justice |
| 1989 | Edgar Bowers                                |
| 1987 | Stanley Kunitz                              |
| 1985 | John Ashbery a Fred Chappell                |
| 1983 | Anthony Hecht a John Hollander              |
| 1981 | Howard Nemerov a May Swensonová             |
| 1979 | W. S. Merwin                                |
| 1977 | David Ignatow                               |
| 1975 | A. R. Ammons                                |
| 1973 | James Merrill                               |
| 1971 | Richard Wilbur a Mona Van Duynová           |
| 1969 | John Berryman a Karl Shapiro                |
| 1967 | Robert Penn Warren                          |
| 1965 | Horace Gregory                              |

### Éra každoročního udílení
| 1963 | Robert Frost                                 |
| 1962 | John Hall Wheelock a Richard Eberhart        |
| 1961 | Yvor Winters                                 |
| 1960 | Delmore Schwartz a David Jones               |
| 1959 | Theodore Roethke                             |
| 1958 | E. E. Cummings                               |
| 1957 | Allen Tate                                   |
| 1956 | Conrad Aiken                                 |
| 1955 | Léonie Adamsová a Louise Boganová            |
| 1954 | W. H. Auden                                  |
| 1953 | Archibald MacLeish a William Carlos Williams |
| 1952 | Marianne Mooreová                            |
| 1951 | John Crowe Ransom                            |
| 1950 | Wallace Stevens                              |
| 1949 | Ezra Pound                                   |